# СР-2 «Вереск»
СР-2 «Вереск» (укр. Верес) («спеціальна розробка 2») — російський пістолет-кулемет під набій 9 × 21 мм, призначений для ураження живої сили противника в ближньому бою (на дистанціях до 200 м), що використовує індивідуальні засоби бронезахисту.

## Історія
Розробка нового пістолета-кулемета під патрон підвищеної ефективності 9×21 мм обр.1993 р. була розпочата в середині 1990-х років на замовлення ФСБ на Климовським ЦНИИТОЧМАШ. Нова модель була представлена в 1999 році під умовним позначенням СР-2. Разом з пістолетом СР-1 «Гюрза», патронами СП-10 і СП-11 і єдиним коліматорним прицілом «КП СР-2» цей пістолет-кулемет є частиною стрілецького комплексу підвищеної ефективності, призначеного для спецпідрозділів.
«Вереск» від самого початку створювався як зброя, здатна вражати противника в індивідуальних засобах бронезахисту другого класу на відстані до 200 м і неброньованої техніки на відстані до 100 м. Такими вимогами і обумовлюється вибір боєприпасу. СР-2 забезпечує 100 % пробиття 4-мм сталевого листа на дистанції 70 м.

## Конструкція
«Вереск» має відкидний металевий приклад, складаний вперед-вгору. СР-2 має незвичну для пістолетів-кулеметів систему роботи автоматики на основі газовідвідного двигуна і поворотного затвора, характернішу для автоматів. Такий вибір обумовлений потужністю нового патрона. Запобіжник і перекладач вогню — типу прапорця. Ствол має компенсатор з похилим пропилом у верхній частині, що дозволяє вести ефективний вогонь навіть утримуючи зброю тільки однією рукою.

## Боєприпаси
«Вереск» розрахований на використання різних патронів серії 9 × 21 мм:
- СП10 — з сталевим сердечником підвищеної бронепробивальності;
- СП11 — з кулею зі свинцевим сердечником;
- СП12 — з експансивною кулею, що забезпечує підвищену зупиняючу дію;
- СП13 — з трасуючою кулею.

За оцінками фахівців, вражаюча сила куль патронів СП-11 і СП-13 в 1,5-2 рази вища, ніж у звичайного 9 × 18 мм ПМ.

## Модифікації
- СР.2 «Вереск» — перша модель.
- СР.2М «Вереск» — удосконалена модель, зі встановленою на цівку складаний рукоятки для можливості утримання зброї двома руками.

## Бойове застосування

### Російсько-українська війна
Поблизу населеного пункту Димер на Київщині спецпризначенці ГУР МО України знищили колону Росгвардії. Залишені окупантами в розбитих машинах документи 748 окремого батальйону оперативного призначення Росгвардії (в/ч 6912, м. Хабаровськ) серед яких був атестат з переліком наявної в підрозділі зброї. В переліку було названо, зокрема, модернізований пістолет-кулемет СР.2М (4 одиниці).

## Оператори
Пістолет-кулемет «Вереск» стоїть на озброєнні в ФСБ та ФСТ Росії, а також деяких спецпідрозділах МВС.

## Використання в комп'ютерних іграх
Пістолет-кулемет СР-2М присутній як доступна зброя в таких комп'ютерних іграх:
- Alliance of Valiant Arms
- Call of Duty: Black Ops
- Splinter Cell: Conviction